# ウィーン二重結婚

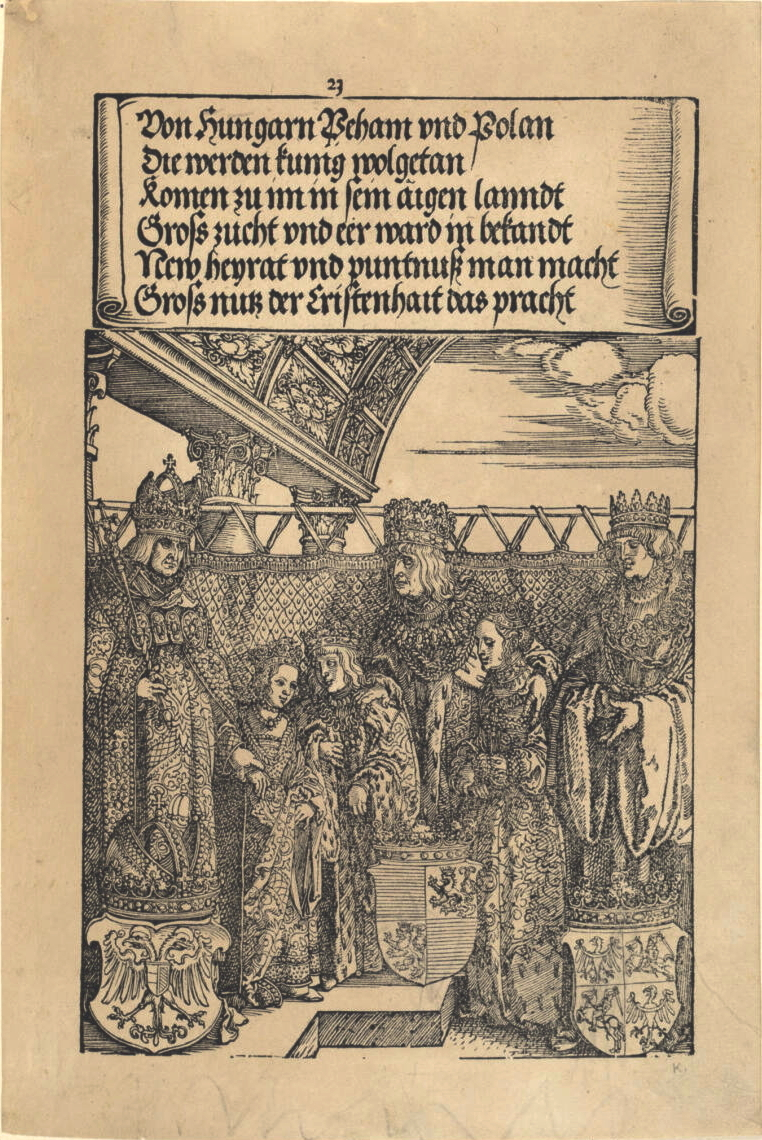
デューラーによる「二重結婚」を記念した木版画。左からマクシミリアン1世、その孫娘マリア、ウラースロー2世の息子ラヨシュ、ウラースロー2世、その娘アンナ、ジグムント1世。

ウィーン二重結婚（ウィーンにじゅうけっこん、独：Wiener Doppelhochzeit、英語：First Congress of Vienna）は、神聖ローマ皇帝マクシミリアン1世、ハンガリー王およびボヘミア王のウラースロー2世、その弟でポーランド王兼リトアニア大公のジグムント1世の3者が1515年に開いた会談。両家の婚姻による同盟締結が結論されたが、これがハプスブルク家の興隆とヤギェウォ家の衰退を招く結果を生み、ハプスブルク君主国の誕生で中央ヨーロッパの歴史における転換点となった。

## 概要
マクシミリアン1世はハプスブルク家によるハンガリー王位及びボヘミア王位請求権をより強化する狙いから、ポーランド、リトアニア、ハンガリー、ボヘミアを統治するヤギェウォ家の統治者たちと敵対関係にあったモスクワ大公ヴァシーリー3世を支援していた。
このためヤギェウォ家の国王兄弟は皇帝、ロシア人、アルブレヒト・フォン・ブランデンブルク（実の甥）麾下のドイツ騎士団そしてクリミア・タタールによる全方向からの一斉攻撃にさらされることになった。1514年にロシア軍がリトアニアの重要な防衛拠点スモレンスクを陥落させると、マクシミアリアン1世は自らの中央での外交戦略を有利に運ぶ好機と見て会議の計画を始めた。ところが今度はリトアニアとポーランドの連合軍が同年9月にオルシャの戦いでロシア側を打ち破り、戦況は膠着状態に陥った。
会議は皇帝の領地の境界地域にあたるハンガリーのポジョニ（現在のブラチスラヴァ）で始まり、同市で待っていたマクシミリアンの代理人がウラースロー2世とジグムント1世を迎えて両者と相談のうえ、2人の王が皇帝と会見するためウィーンを訪れることが決まった。会談では、マクシミリアンがポーランドとリトアニアの敵であるモスクワ大公国をこれ以上支援するのをやめ、また1466年の第二次トルニの和約に基づいてドイツ騎士団とポーランドの紛争を皇帝代理人を立てて調停する事が決まった。この交換条件という形で、ハプスブルク家のハンガリー王位とボヘミア王位に対する要求は十分な成果を上げることになった。
すなわち、ウラースロー2世の唯一の男子ラヨシュが皇帝の孫娘マリアと結婚し、マリアの兄フェルディナントがウラースロー2世の娘アンナと結婚したのである（アンナに関しては、結婚相手がフェルディナントかその兄カールのどちらとなるかこの時点では未定だった）。アルブレヒト・デューラーの手になる木版画は、1515年7月22日に執り行われたこの二重挙式を記念して作られた。
ウラースロー2世は翌1516年に、マクシミリアン1世も1519年にそれぞれ死没したが、皇帝の野望は結果的に実を結ぶことになった。1526年にモハーチの戦いでラヨシュ2世が戦死すると、ボヘミア王位はマクシミリアンの孫フェルディナントの手に渡ることになった（ハンガリー王位に関しては選出されたサポヤイ・ヤーノシュから奪う形で獲得している）。

## 成立した婚姻
- ラヨシュとマリア - 夫妻の間に子はなく、ラヨシュの戦死後マリアは再婚しなかった。
- フェルディナントとアンナ - 夫妻の間には15人の子が誕生した。